# Vochovité
Vochovité (Zosteraceae) je čeleď jednoděložných rostlin, kterou systém APG II řadí do řádu žabníkotvaré (Alismatales). Ve starších taxonomických systémech je řazena do řádu Potamogetonales nebo Najadales či samostatného řádu Zosterales.

## Popis
Jedná se o vytrvalé (vzácně jednoleté) mořské rostliny (tzv. „mořské trávy“) s oddenky, koření ve dně a rostou celé pod vodou. Listy jsou střídavé, jednoduché, přisedlé, s listovými pochvami. Čepele listů jsou celokrajné, čárkovité až páskovité, se souběžnou žilnatinou. Jsou to jednodomé nebo dvoudomé rostliny, květy jsou převážně funkčně jednopohlavné. Květy jsou malé, v úžlabních jednostranných klasech (až palicích), který je zabalen v podpírající pochvě listu tvořící toulec, vystupuje často až v době plodu. Okvětí je zakrnělé, přeměněné v „retinaculum“, které jsou postavené proti tyčinkám, někteří autoři je však za okvětí nepovažují (považují je za listenového původu aj.) a podle nich pak okvětí chybí. V samčích květech je jedna tyčinka, patrně se však jedná o původně 2 srostlé tyčinky, rostliny jsou opylovány vodou (hydrogamie). Gyneceum je srostlé ze 2 plodolistů, je však zdánlivě monomerické (z 1 plodolistu), neboť pouze jeden plodolist je fertilní. Plodem je nažka.

## Rozšíření
Jsou známy 3 rody a 18 druhů, které jsou rozšířeny v mořích od chladných oblastí po tropy (v tropech však jen málo). Roste hlavně v mořích u Severní Ameriky, Evropy, východní Afriky, východní Asie a Austrálie. V Evropě rostou druhy vocha mořská (Zostera marina), Zostera noltii a Zostera angustifolia.

## Zástupci
- vocha (Zostera)

## Seznam rodů
Phyllospadix, Zostera (včetně Heterozostera)